# 대성운수 (서울)
대성운수 주식회사(大成運輸 株式會社)는 서울특별시 시내버스 회사이고, 본사는 서울특별시 송파구 장지동 송파공영차고지에 위치해 있다.

## 대성운수 연혁
1960년대 ~ 1980년대
- 1965년 5월 14일: 사업면허를 취득하여 서울특별시 성동구 신당동 33-5에 사무실을 설치
- 1966년 7월 7일: 독립된 법인으로 삼흥운수(三興運輸)라는 상호로 설립하였다.[2]
- 1970년 4월: 무번호로 운행하던 (이문동 - 신촌) 노선에 39번이라는 번호를 부여하였다.
- 1971년 12월 27일: 당시 61번, 62번 등을 운행하던 뚝섬영업소를 태진운수로 분리독립시켰다.
- 1975년: 도시형버스 239번 (이문동 - 성남시) 노선을 개통하였다.
- 1976년 7월 8일: 최초 서울차고지에서 경기도 성남시 중원구 금광동 2344 일대로 차고지를 옮겨 시내버스를 운행하였다. 도시형버스 240번 (성남시 - 고속터미널역) 노선을 개통하였다.
- 1980년: 도시형버스 239번 (이문동 - 성남시) 노선을 (성남시 금광동 - 을지로5가) 구간으로 단축하였다. 도시형버스 240번 (성남시 금광동 - 고속터미널역) 노선을 잠실역으로 단축하였다.
- 1981년: 좌석버스 739번 (성남시 금광동 - 을지로5가) 노선을 개통하였다. 도시형버스 39번 (이문동 - 신촌역) 노선의 단축노선인 도시형버스 39-1번 (이문동 - 서울역) 노선을 개통하였다. 도시형버스 239번 (성남시 금광동 - 을지로5가) 노선의 단축노선인 도시형버스 239-1번 (성남시 - 금광동 - 영동시장) 노선을 개통하였다.
- 1982년: 당시 도시형버스 39번 (이문동 - 신촌역), 도시형버스 39-1번 (이문동 - 서울역) 등을 운행하던 이문동영업소를 서부운수에 매각하였다.
- 1986년 3월 1일: 삼흥운수에서 현재의 상호로 변경되었다.
- 1986년: 동서교통(현 남성교통)으로부터 도시형버스 66번 (성남시 단대동 - 을지로5가), 도시형버스 66-1번 (1기노선) (성남시 단대동 - 영동시장) 노선을 양수하였다.
- 1987년: 도시형버스 240번 (성남시 금광동 - 고속터미널역) 노선을 서울승합에 매각하였다. 도시형버스 239번 (성남시 금광동 - 을지로5가) 노선을 도시형버스 66번 (성남시 금광동 - 을지로5가) 노선에 흡수하였고 도시형버스 66-1번 (1기노선) (성남시 금광동 - 영동시장) 노선을 도시형버스 239-1번 (성남시 - 금광동 - 영동시장) 노선에 흡수하였다. 이 때 감차로 남은 잉여차량을 신원교통, 우신운수, 한성버스에 매각하였다.
- 1988년: 좌석버스 739-1번 (1기노선) (성남시 금광동 - 강변역) 노선을 개통하였으나 수요저조로 잠시후 폐선하였다.

1990년대 ~ 2004년 서울시내버스 체계개편 이전
- 1990년: 도시형버스 66번 (성남시 금광동 - 을지로5가) 노선을 동서교통 (현 남성교통) 에 다시 매각하였다.
- 1991년: 좌석버스 739-1번 (성남시 서현동 - 을지로5가) 노선을 개통하였다.
- 1993년: 심야좌석버스 909번 (오리역 - 양재역) 노선을 개통하였다. 이후 같은해 수요 증가로 한성교통으로부터 좌석버스 759번 폐선으로 인한 잉여차량을 넘겨받아 증차하였다.
- 1994년 5월 17일: 서울시 심야좌석버스 정책에 의거 좌석버스 739-1번 (오리역 - 을지로5가) 노선을 심야좌석버스 910번으로 형간전환하였다.
- 1994년: 심야좌석버스 910번 (오리역 - 을지로5가) 노선을 양재역으로 단축하였다.
- 1994년 12월: 서울시 심야좌석버스 정책에 의거 좌석버스 739번 (성남시 금광동 - 을지로5가) 노선을 심야좌석버스 917번으로 형간전환하였다.
- 1995년 1월: 심야좌석버스 909번 (오리역 - 양재역), 심야좌석버스 910번 (오리역 - 양재역) 노선을 각각 강남역으로 연장하였다.
- 1995년: 지역순환 406번 (서경대학교 - 고려대학교) 노선을 개통하였다. 심야좌석버스 917번 (성남시 금광동 - 을지로5가) 노선의 지선격인 심야좌석버스 917-1번 (성남시 금광동 - 동대문운동장역) 노선을 개통하였다.
- 1995년 11월: 유진운수(현 군포교통)으로부터 좌석버스 704번 폐선으로 인한 잉여면허를 인수하였다.
- 1996년: 서울버스로부터 좌석버스 41번 (장지동 - 광화문)노선 감차로 인한 잉여차량 발생으로 수요는 많으나 공급이 상대적으로 부족한 좌석버스 910번 (오리역 - 강남역) 노선에 1대 증차하였다. 한서교통으로부터 좌석버스 768번 (거여동 - 여의도) 폐선으로 인한 잉여차량 발생으로 수요는 많으나 공급이 상대적으로 부족한 좌석버스 909번 (오리역 - 강남역) 노선에 1대 증차하였다.
- 1997년 4월: 구 동부운수로부터 도시형버스 67번 임의결행으로 인한 잉여면허를 인수하여 수요는 많으나 공급이 상대적으로 부족한 도시형버스 239-1번 (성남시 금광동 - 압구정동) 노선에 3대 증차하였다. 또 좌석버스 522번 (장지동 - 공덕동) 폐선으로 인한 잉여면허를 인수하여 수요는 많으나 공급이 상대적으로 부족한 지역순환 406번 (서경대학교 - 고려대학교) 노선에 3대 증차하였다.
- 1998년: 심야좌석버스 909번 (오리역 - 강남역) 노선을 광화문역으로 연장하였으나 잠시후 강남역으로 다시 단축하였다. 강남역으로 환원과 동시에 잉여차량 발생으로 1대 감차하여 지역순환 406번 (서경대학교 - 고려대학교) 노선에 1대 증차하였다.[3]
- 1999년 10월: 심야좌석버스 909번 (오리역 - 강남역) 노선을 동성교통에, 심야좌석버스 910번 (오리역 - 강남역) 노선을 남성교통에 각각 매각하였다.
- 2000년 5월: 심야좌석버스 917번 (성남시 금광동 - 을지로5가) 노선을 혜화동으로 연장하였다.
- 2000년: 심야좌석버스 917-1번 (성남시 금광동 - 동대문운동장역) 노선을 폐선하였다.
- 2001년: 좌석버스 9009번 (성남시 금광동 - 종로1가) 노선을 개통하였다.
- 2001년 7월: 도원교통으로부터 지역순환 416번 (풍림아파트 - 보문역) 노선을 양수하였다.
- 2003년 2월: 좌석버스 9009번 (성남시 금광동 - 광화문역) 노선을 기존 종합시장 경유에서 수정구청 경유로 노선을 변경하였다.
- 2003년 9월: 좌석버스 9009번 (성남시 금광동 - 광화문역) 노선을 기존 경부고속도로 직통을 강남대로 경유 빞 강남역 정차/그리고 서울백병원. 종로1.2가 광화문으로 변경하였다. 지역순환 416번 (풍림아파트 - 보문역) 노선을 폐선하였다.

2004년 서울시내버스 체계개편 이후
- 2004년 7월 1일: 2004년 서울시내버스 체계개편으로 도시형버스 239-1번은 지선버스 4422번으로, 심야좌석버스 917번은 광역버스 9410번으로, 좌석버스 9009번은 광역버스 9411번으로 개편하였으며 3개노선 모두 노선존치되었다. 성북구 지역순환 노선은 개편과동시에 대성통운 (현 성원여객)으로 별도의 방계회사를 설립하였다.
- 2004년 11월: 광역버스 9411번 도심 회차구간중 퇴계로에서 남대문로로 변경되었다.
- 2005년: 방계회사인 대성통운 (현 성원여객)을 계열에서 분리하였다.
- 2006년 12월: 광역버스 9410번 (성남시 금광동 - 혜화동) 노선을 간선버스 407번으로 형간전환하였다.
- 2008년 1월: 광역버스 9411번 (성남시 금광동 - 광화문역) 간선버스 408번으로 형간전환하였다.
- 2008년 8월 지선버스 4422번 (성남시 금광동 - 압구정동) 노선을 기존 강남대로 가변차로 경유를 중앙버스전용차로 경유로 변경함과 동시에 간선버스 440번으로 형간전환하였다.
- 2009년 7월 1일: 차고지를 금광동에서 송파공영차고지로 이전과 동시에 주사무소 및 면허등록지를 서울특별시 성북구 정릉동 771-7번지 성원여객 본사에서 서울특별시 송파구 헌릉로 869(장지동 579) 송파공영차고지 내로 이전함과 동시에 3개 모든 간선버스 노선이 송파공영차고지로 연장되었고 심야운행을 중지하였다.
- 2010년 2월 8일: 간선버스 408번 (송파공영차고지 - 광화문역) 노선의 성남시 구간을 완전 폐선하였다.
- 2010년 2월 8일: 간선버스 440번 (송파공영차고지 - 압구정동) 노선을 기존 종합시장 경유에서 기존 간선버스 408번 경유 구간이었던 수정구청 경유로 변경하였다.
- 2010년 8월 21일 간선버스 333번 (송파공영차고지 - 올림픽공원) 노선을 개통하였다.
- 2011년 1월 10일 간선버스 440번 (송파공영차고지 - 압구정동) 노선의 성남시 구간을 완전 폐선하였다. 이후 간선버스 407번 (송파공영차고지 - 동대문역사문화공원역) 노선의 성남시 구간을 대폭 단순화하였다.
- 2011년: 간선버스 333번 (송파공영차고지 - 올림픽공원) 대치동 학원가 경유, 노선 변경하였다.
- 2013년: 간선버스 440번 (송파공영차고지 - 압구정동) 노선을 기존 복정역 직통을 위례신도시 - 장지역 - 세곡동 경유로 변경하면서 성남시 일부 구간이 재연장되었다.
- 2014년 11월 17일: 간선버스 408번(송파공영차고지 - 서울역)이 폐선되었다.
- 2015년 3월 2일: 간선버스 407번(송파공영차고지 - 동대문역사문화공원역)노선의 성남시 구간을 폐지하고 장지역으로 변경하였다.
- 2018년 8월 24일: 간선버스 407번(송파공영차고지 - 동대문역)이 폐선, 343번(송파공영차고지 - 세곡동)이 신설되었다.
- 2019년 1월 1일: 간선버스 362번(송파공영차고지 - 국회의사당)이 태진운수로부터 양수 받았다.
- 2022년 5월 1일: 간선버스 362번(송파공영차고지 - 국회의사당)이 구반포역까지 노선단축 과 동시에 노선번호 345번으로 변경, 간선버스 343번(송파공영차고지 - 수서역)이 압구정로데오역까지 노선이 연장되었다.

## 운행 노선
2022년 5월 1일 기준. 대성운수의 모든 노선은 위례신도시를 경유한다.
| 운행노선 | 운행구간              | 운행구간 | 운행구간              | 배차간격 (분) | 인가 대수 | 비고                          |
| -------- | --------------------- | -------- | --------------------- | ------------- | --------- | ----------------------------- |
| 333번    | 복정역환승센터        | ↔        | 올림픽공원            | 5~12          | 28        |                               |
| 343번    | 복정역환승센터        | ↔        | 압구정역              | 13~16         | 18        |                               |
| 345번    | 복정역환승센터        | ↔        | 구반포역              | 11~14         | 25        | 구 362번                      |
| 440번    | 복정역환승센터        | ↔        | 압구정동 한양파출소앞 | 5~14          | 29        |                               |
| 3313번   | 복정역환승센터        | ↔        | 잠실역,롯데월드       | 7~12          | 8         | 한서교통과 공동배차           |
| 8441번   | 은곡마을.LH이편한세상 | ↔        | 수서역5번출구         | 6~20          | 1         | 진화운수, 태진운수와 공동배차 |

## 이전 보유 노선
지선버스
- ● 4422번: 금광동 - 압구정역 (2008년 9월 1일 간선버스 440번으로 형간 전환, 구.239-1번)

간선버스
- ● 362번: 송파공영차고지 - 국회의사당 (2022년 5월 1일부터 구반포역으로 단축 후 간선버스 345번으로 번호 변경, 구.362번)
- ● 407번: 송파공영차고지 - 동대문역 (구.9410번 단축, 구.239번, 구.739번, 구.917번, 2018년 8월 24일 폐선)
- ● 408번: 송파공영차고지 - 서울역 (2014년 11월 17일 폐선, 구.9009번 → 광역 9411번)

광역버스
- 909번: 오리역 - 강남역 (1996년 동성교통으로 노선 양도, 2004년 개편 이후 9405번)
- 910번: 오리역 - 강남역 (구 739-1번. 1996년 남성교통으로 노선 양도, 2004년 개편 이후 9406번)
- ● 9410번: 금광동 - 혜화역 (2006년 12월 19일 간선버스 407번으로 형간 전환, 구.239번, 구.739번, 구.917번)
- ● 9411번: 금광동 - 광화문역 (2008년 1월 15일 간선버스 408번으로 형간 전환 후 2014년 11월 17일 최종 폐선, 구.9009번)

## 보유 차량
전 차량이 하이거 버스와 현대자동차의 차종으로 운용한다. (뉴 슈퍼 에어로시티, 저상 뉴 슈퍼 에어로시티, 하이거 하이퍼스)

## 같이 보기
- 태진운수
- 한남여객운수
- 성민버스
- 신화여객

## 갤러리

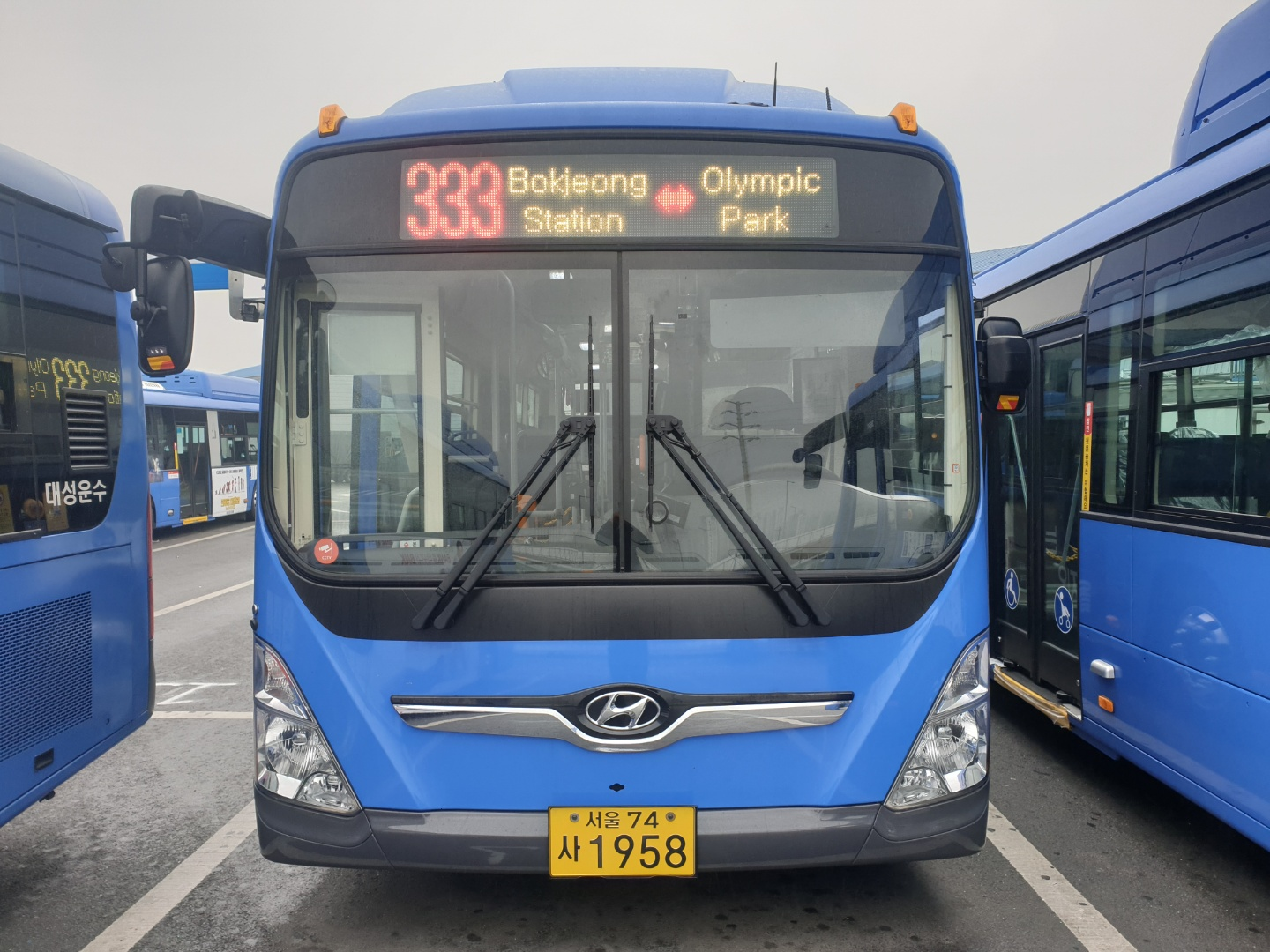
333노선
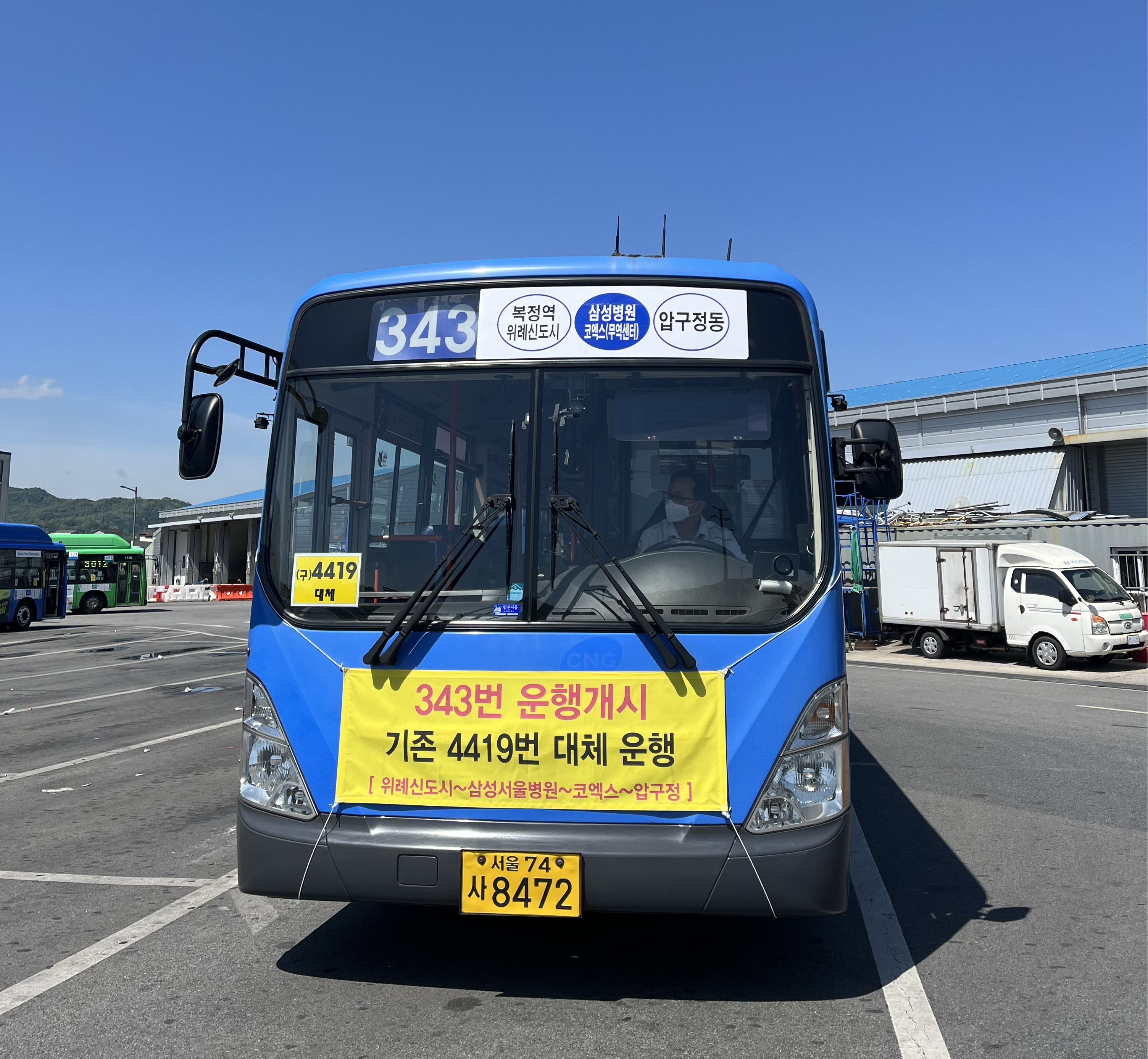
343노선
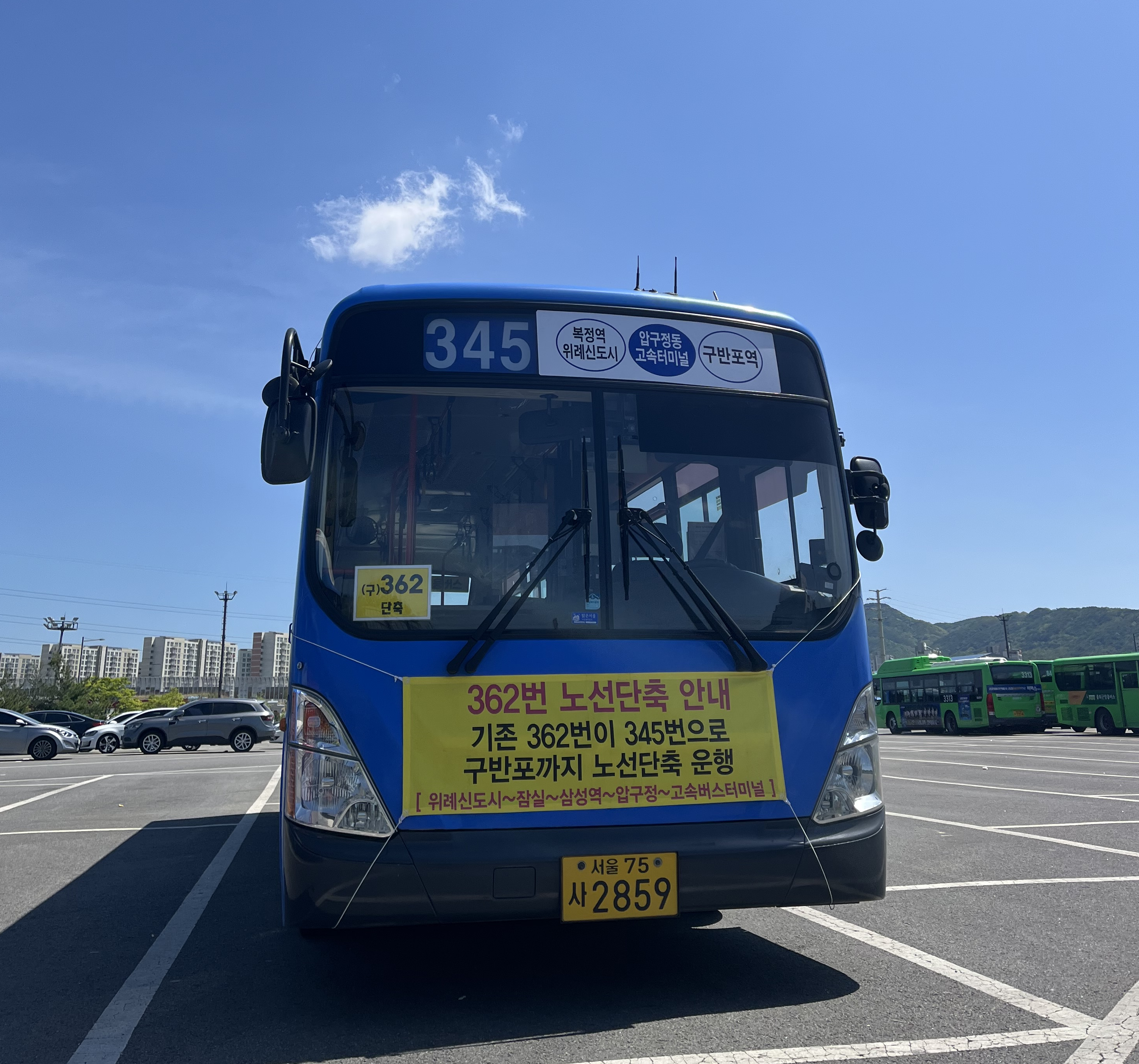
345노선
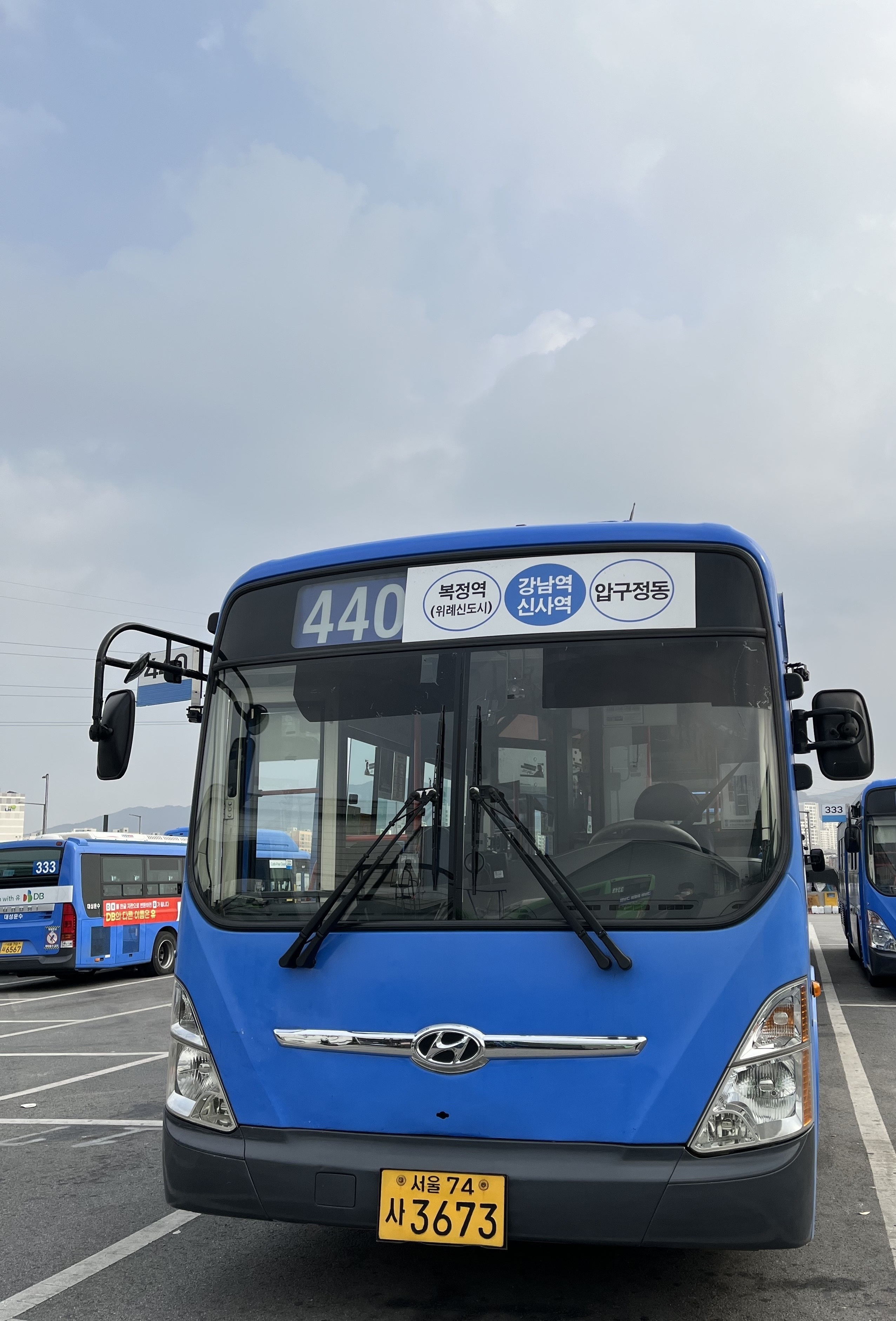
440노선
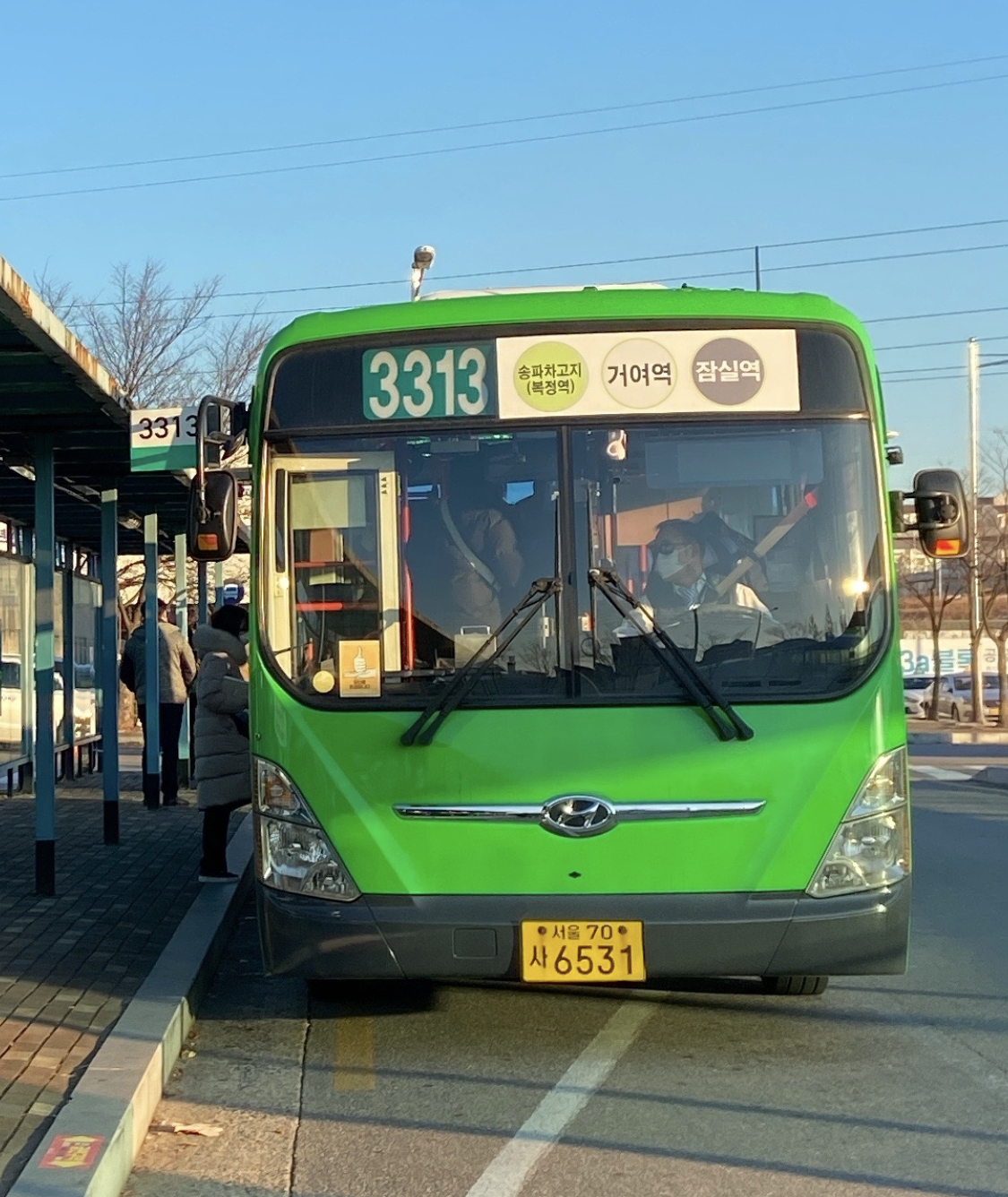
3313노선
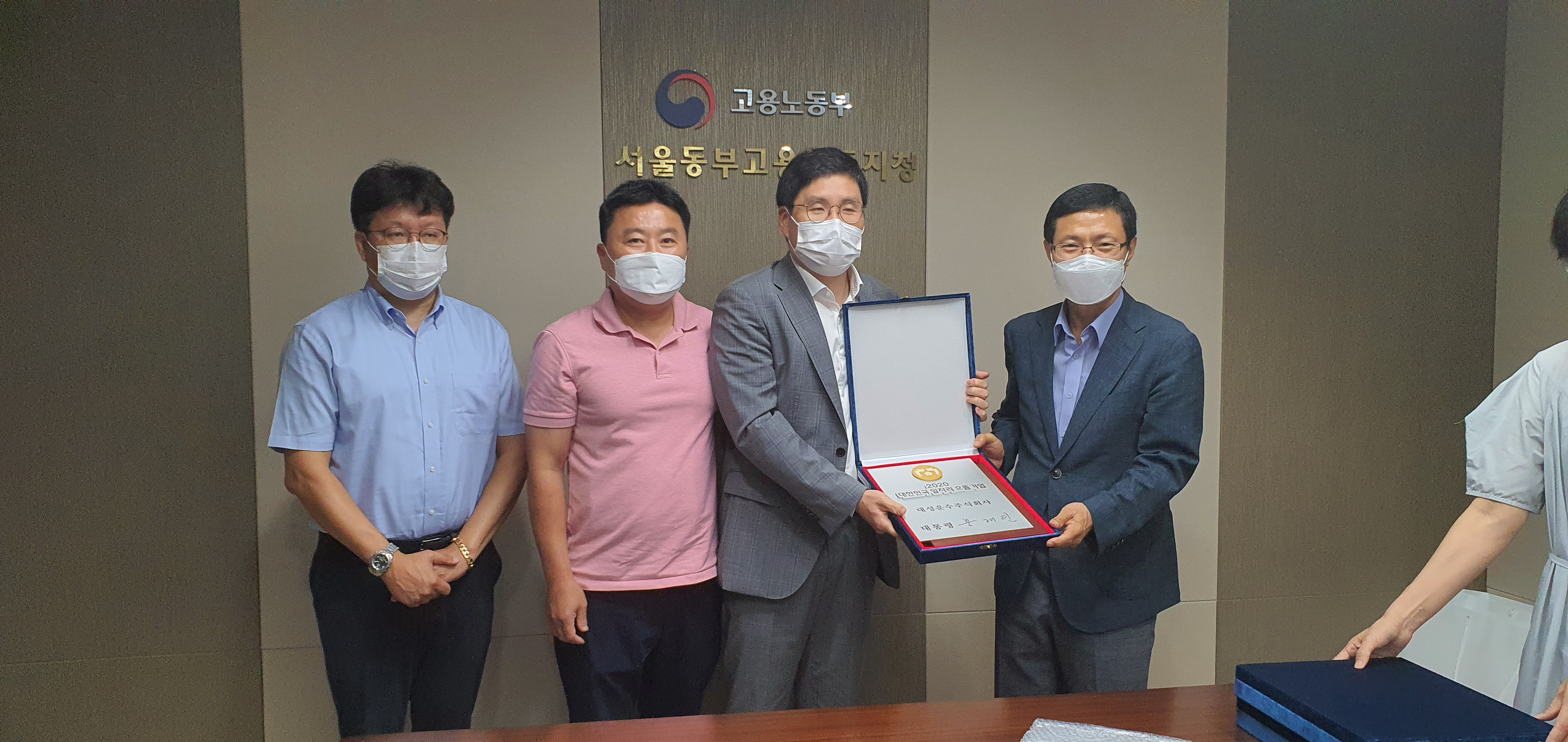
2020 대한민국 일자리 으뜸기업 대통령 표창 수상
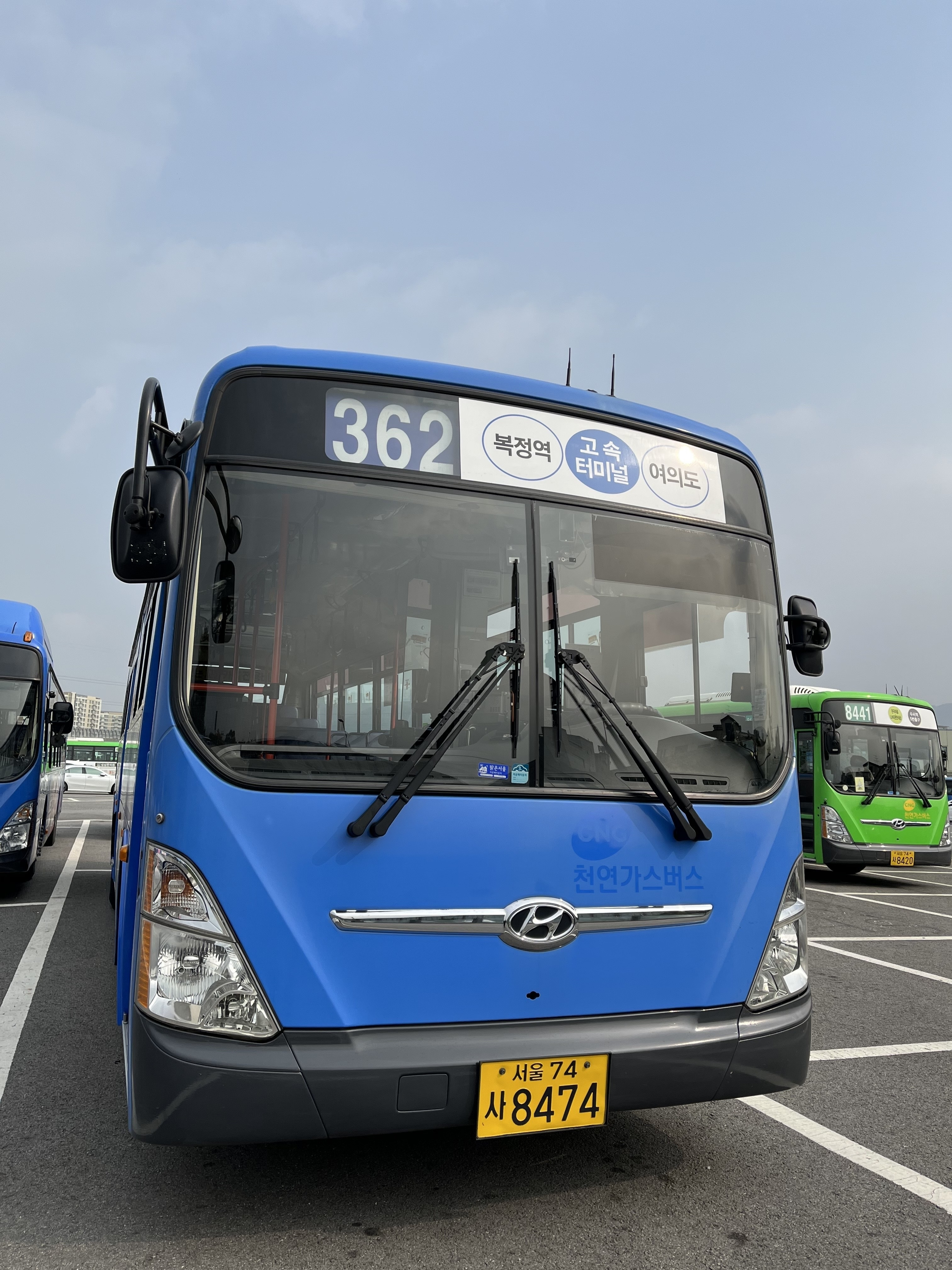
노선단축 전 362노선(현 345노선)
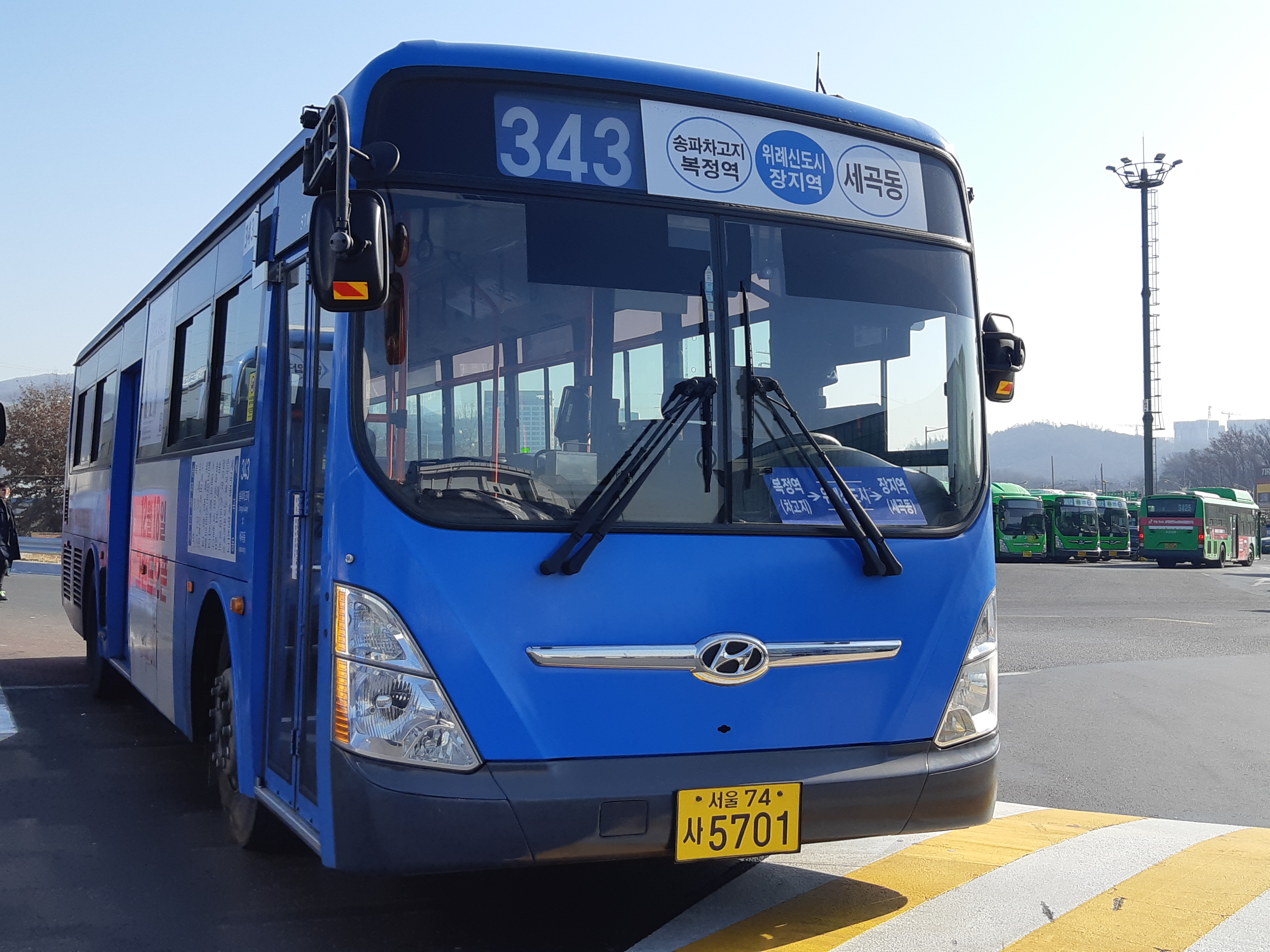
노선조정 전 343노선
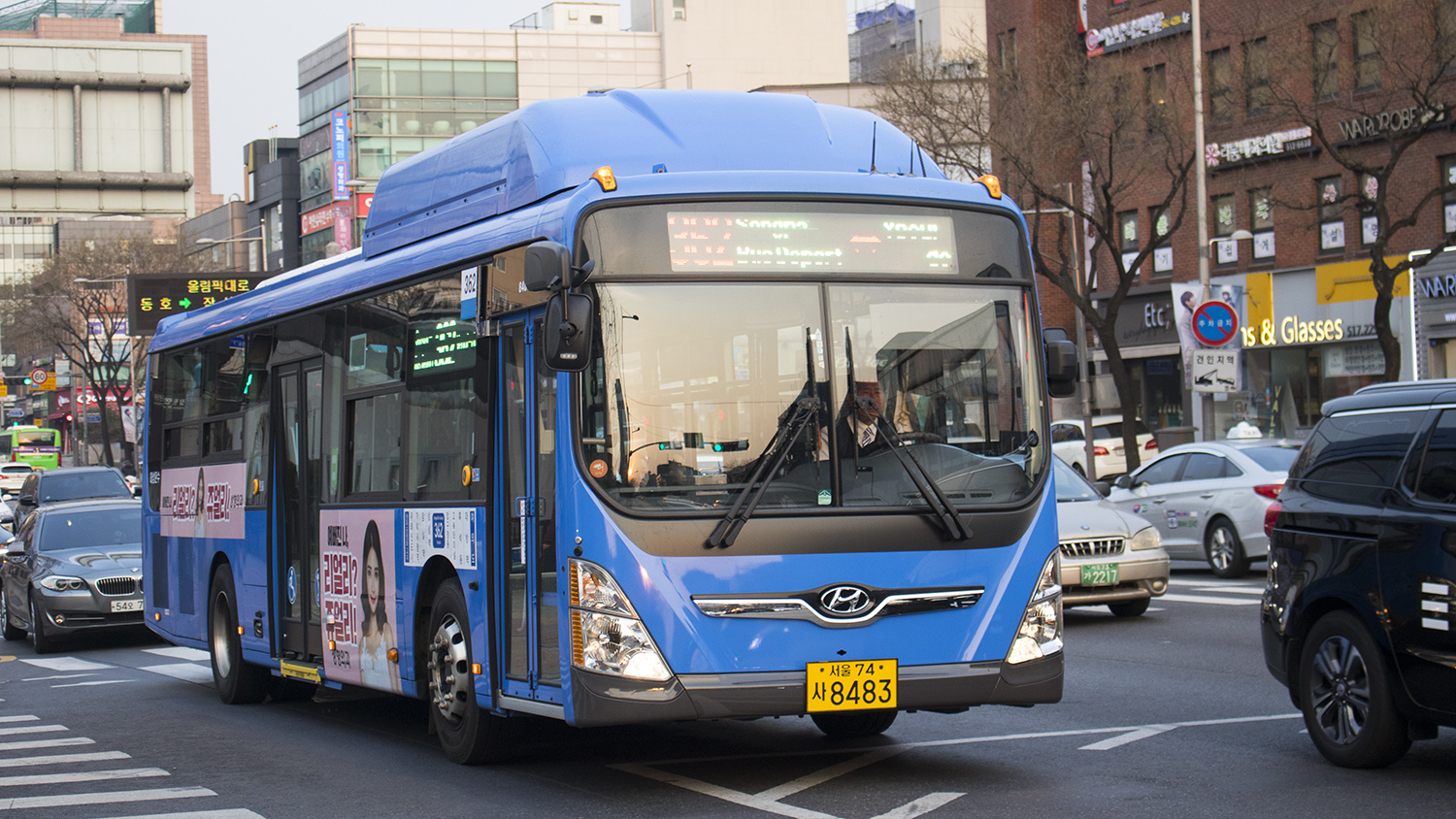
서울시내버스 362노선 (태진운수로부터 이관받은 노선)
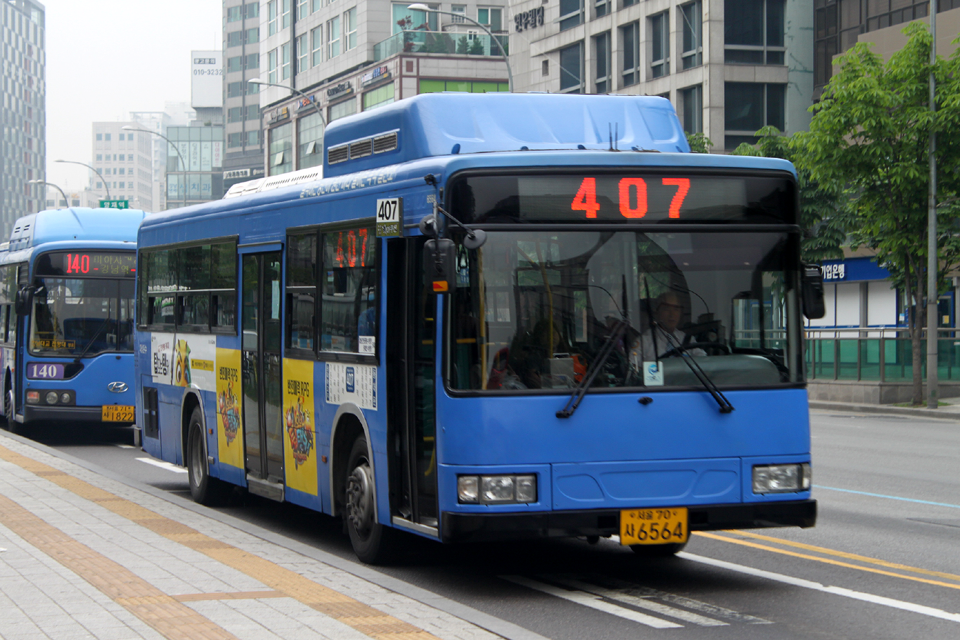
서울시내버스 407노선 (2018년 8월 24일 폐선)
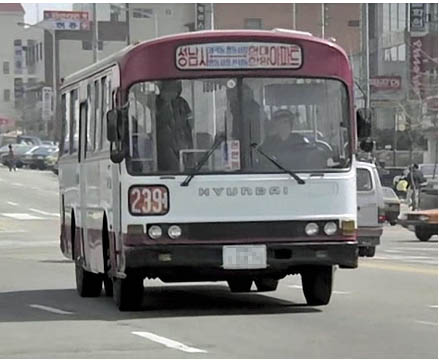
서울시내버스 구 239-1노선 (현 서울시내버스 440노선)